# Sodoma (libro)
Sodoma è un saggio di Frédéric Martel. È stato pubblicato simultaneamente in otto lingue nel febbraio 2019.

## Contenuti
Il contenuto si basa su numerose testimonianze concordanti di 41 cardinali, 52 vescovi e 45 nunzi apostolici. Il tema si concentra su un tabù secolare all’interno della Chiesa cattolica romana.
L’autore sostiene che la stragrande maggioranza dei sacerdoti e dei vescovi che prestano servizio in Vaticano — compresi diversi prelati che terrebbero discorsi virulentemente omofobici — sarebbero presi di mira da ciò che le loro parole stigmatizzano in modo veemente. Ne consegue che le attrazioni omofile vissute da queste eminenze grigie sarebbero segretamente attuate o, al contrario, ostinatamente sublimate per trascendere i loro impulsi carnali nello stato virtuale sotto forma di astinenza pseudoascetica.

## Presenze TV
- (FR) Yann Barthès, Invité : Frédéric Martel pour Sodoma, enquête au cœur du Vatican, in Quotidien, TMC, 14 febbraio 2019.
- Pasquale Quaranta, Omosessualità in Vaticano, Martel: "Il mio libro non attacca la Chiesa. Serve verità", in La Repubblica, 21 febbraio 2019.
- (FR) Xavier Lambrechts, Sodoma, le livre sur l’homosexualité dans l’Église catholique qui scandalise le Vatican, in Grand Angle, TV5 Monde Info, 22 febbraio 2019.
- (FR) Ali Baddou interviewe Frédéric Martel, Vatican et homosexualité : l’enquête choc, in C l’hebdo, France 5, 23 febbraio 2019, Baddou.

Ospite collegato: Alain Finkielkraut.
- (FR) Natacha Polony, Thierry Ardisson, « Qu’un évêque soit homosexuel me pose aucun problème », Frédéric Martel, in Les Terriens du dimanche !, C8, 24 febbraio 2019.

Vatican : Fifty shades of gay
- (FR) Alexis Favre, Scandales sexuels, loi du silence : l’Église en faillite ?, in Infrarouge, Radio Télévision Suisse, 20 marzo 2019. Scandali sessuali, la legge del silenzio: la Chiesa in fallimento? Cardinali condannati per casi di pedofilia. Suore che rompono il silenzio e denunciano gli abusi sessuali, a volte organizzati, di cui sono vittime, perpetrati da sacerdoti.

Per gli interventi più specificamente mirati sul contenuto del libro Sodoma di Frédéric Martel, vedi Timing 33:57 - 40:00.
Ospiti invitati: Charles Morerod, vescovo della diocesi di Losanna, Ginevra e Friburgo; Claire Jonard, coordinatrice del Centre romand des vocations; Bernard Litzler, direttore di Cath-Info; Christine Pedotti, direttrice di Témoignage chrétien, giornalista, scrittore, autore di Qu'avez-vous fait de Jésus? (Albin Michel, gennaio 2019); Frédéric Martel, giornalista, sociologo, autore di Sodoma (Éditions Robert Laffont / Bloomsbury Continuum); Michel Kocher, direttore di Médias-pro (Office protestant des médias).